# Morayma Ofir Carvajal
Morayma Ofir Carvajal (Guaranda, Bolívar, Ecuador, 28 de enero de 1915- Chimborazo, Ecuador, 25 de febrero de 1951) fue una poeta y educadora ecuatoriana.

## Biografía
Nació el 28 de enero de 1915 en Guaranda, Bolívar, Ecuador. Curso sus estudios primarios en la escuela de niñas Echeandía, luego viaja a Quito para ingresar al normal Manuela Cañizares donde se gradúa con excelentes calificaciones, en esta etapa tuvo sus primeras aproximaciones a la poesía. Después de terminar sus estudios como maestra en el Colegio Manuela Cañizares de Quito, regresó a su ciudad natal para trabajar como educadora en la Escuela Simón Bolívar, donde llegó a ser rectora del Colegio Profesional Echeandía. Tiempo después regresó a Quito para ser parte del cuerpo docente del Instituto Superior de Pedagogía y Letras, Normal Manuela Cañizares y Fernández Madrid.
En 1949 fue rectora del Colegio de Señoritas de Riobamba. En el mismo año se unió con un grupo de intelectuales de la ciudad para fundar la Casa de La Cultura de Riobamba.
Da conferencias públicas en varias ciudades del Ecuador, donde su prestigio empieza a crecer; entre sus muchas distinciones se le nombra como adjunta cultural de la embajada del Ecuador en la república del Uruguay, pero no acepta.
Por su relevante labor cultural fue miembro de la Unión Pacifista Americana, Grupo Águilas de la Raza de Venezuela y la Sociedad Bolivariana. Fue invitada personalmente por la Fundación Eva Duarte de Perón al Congreso Internacional de Mujeres Pro Paz y Libertad en Buenos Aires, Argentina.
Estuvo casada con el Sr. José Reyes por varios años, hasta que fueron asesinados el 25 de febrero de 1951 por una bomba en su hogar en la ciudad de Riobamba.

## Obras
Entre sus obras destacan:
- Poema Rebeldía[2]
- Galería del Espíritu o Mujeres de mi Patria[3]
- Libro de poemas Asfodelos[3]
- Revista Alas[4]
- Las siete palabras de Jesús.

## Reconocimientos
- Fundadora de la casa de la cultura núcleo de Riobamba[1]
- Invitada por Fundación Eva Duarte de Perón al Congreso Internacional de Mujeres Pro Paz y Libertad.[1]
- Sello Postal: “Aporte a la cultura y desarrollo del Ecuador”[5]
- Una calle de Quito fue nombrada en su memoria.